# Luis Valendi Odelus
Luis Valendi Odelus (Saint-Louis-du-Nord, 1º dicembre 1994) è un calciatore haitiano, portiere del Don Bosco e della Nazionale haitiana.

## Carriera

### Club
Ha sempre giocato ad Haiti, nell'Aigle Noir, con cui ha esordito nel 2013.

### Nazionale
Ha fatto parte della selezione Under-23 haitiana.
Viene convocato per la Copa América Centenario negli Stati Uniti.